# كوليدج
كوليدج (بالإنجليزية: Coolidge, Arizona)‏ هي مدينة تقع في مقاطعة بينال، أريزونا بولاية أريزونا في الولايات المتحدة. تأسست عام 1925، تبلغ مساحتها 13 (كم²)، وترتفع عن سطح البحر 435 م، بلغ عدد سكانها 11825 نسمة في عام 2007 حسب إحصاء مكتب تعداد الولايات المتحدة وتصل الكثافة السكانية فيها 597.7 نسمة/كم2.

## التركيبة السكانية
حدّد مكتب تعداد الولايات المتحدة بيانات التركيبة السكانية لكوليدج في تعداد الولايات المتحدة. في ما يلي، التركيبة السكانية حسب تعدادي 2000 و2010.

### تعداد عام 2000
بلغ عدد سكان كوليدج 7,786 نسمة بحسب تعداد عام 2000، وبلغ عدد الأسر 2,585 أسرة وعدد العائلات 1,938 عائلة مقيمة في المدينة. في حين سجلت الكثافة السكانية 40.3 نسمة لكل كيلومتر مربع (104.4/ميل2). وبلغ عدد الوحدات السكنية 3,212 وحدة بمتوسط كثافة قدره 16.6 لكل كيلومتر مربع (43.0/ميل2).
وتوزع التركيب العرقي للمدينة بنسبة 57.85% من البيض و8.30% من الأمريكيين الأفارقة و5.63% من الأمريكيين الأصليين و0.72% من الأمريكيين ذوي الأصول الآسيوية و0.05% من سكان جزر المحيط الهادئ و23.58% من الأعراق الأخرى و3.88% من عرقين مختلطين أو أكثر و39.20% من الهسبانيون أو اللاتينيون من أي عرق.
بلغ عدد الأسر 2,585 أسرة كانت نسبة 44.8% منها لديها أطفال تحت سن الثامنة عشر تعيش معهم، وبلغت نسبة الأزواج القاطنين مع بعضهم البعض 48.8% من أصل المجموع الكلي للأسر، ونسبة 19.3% من الأسر كان لديها معيلات من الإناث دون وجود شريك، بينما كانت نسبة 6.9% من الأسر لديها معيلون من الذكور دون وجود شريكة وكانت نسبة 25% من غير العائلات. تألفت نسبة 20.8% من أصل جميع الأسر من عدة أفراد يعيشون في نفس المنزل ونسبة 9.9% كانت تتألف من شخص يعيش بمفرده يبلغ من العمر 65 عاماً أو أكثر. وبلغ متوسط حجم الأسرة المعيشية 3.00، أما متوسط حجم العائلات فبلغ 3.44.
بلغ العمر الوسطي للسكان 31.2 عاماً. وكانت نسبة 32.8% من القاطنين تحت سن الثامنة عشر، وكانت نسبة 10.4% بين الثامنة عشر والرابعة والعشرين عاماً، ونسبة 24.4% كانت واقعةً في الفئة العمرية ما بين الخامسة والعشرين والرابعة والأربعين عاماً، ونسبة 18.9% كانت ما بين الخامسة والأربعين والرابعة والستين، ونسبة 13% كانت ضمن فئة الخامسة والستين عاماً فما فوق. يوجد لكل 100 أنثى 93.4 ذكر، ويوجد لكل 100 أنثى في الثامنة عشر من عمرها فما فوق 88.3 ذكر.
بلغ متوسط دخل الأسرة في المدينة 29,049 دولارًا، أما متوسط دخل العائلة فبلغ 33,536 دولارًا. وكان متوسط دخل الذكور 29,159 دولارًا مقابل 21,472 دولارًا للإناث. وسجل دخل الفرد الخاص بالمدينة 13,663 دولارًا. وكانت نسبة 20.9% من العائلات ونسبة 24.7% من السكان تحت خط الفقر، وكان من هؤلاء نسبة 31.3% تحت سن الثامنة عشر ونسبة 20.5% في الخامسة والستين من العمر وما فوق.

### تعداد عام 2010
بلغ عدد سكان كوليدج 11,825 نسمة بحسب تعداد عام 2010، وبلغ عدد الأسر 3,947 أسرة وعدد العائلات 2,819 عائلة مقيمة في المدينة. في حين سجلت الكثافة السكانية 61.2 نسمة لكل كيلومتر مربع (158.5/ميل2). وبلغ عدد الوحدات السكنية 4,796 وحدة بمتوسط كثافة قدره 24.8 لكل كيلومتر مربع (64.2/ميل2).
وتوزع التركيب العرقي للمدينة بنسبة 62.73% من البيض و7.85% من الأمريكيين الأفارقة و5.67% من الأمريكيين الأصليين و0.97% من الأمريكيين ذوي الأصول الآسيوية و0.11% من سكان جزر المحيط الهادئ و17.72% من الأعراق الأخرى و4.96% من عرقين مختلطين أو أكثر و41.96% من الهسبانيون أو اللاتينيون من أي عرق.
بلغ عدد الأسر 3,947 أسرة كانت نسبة 42.9% منها لديها أطفال تحت سن الثامنة عشر تعيش معهم، وبلغت نسبة الأزواج القاطنين مع بعضهم البعض 46.7% من أصل المجموع الكلي للأسر، ونسبة 17.1% من الأسر كان لديها معيلات من الإناث دون وجود شريك، بينما كانت نسبة 7.6% من الأسر لديها معيلون من الذكور دون وجود شريكة وكانت نسبة 28.6% من غير العائلات. تألفت نسبة 21.9% من أصل جميع الأسر من عدة أفراد يعيشون في نفس المنزل ونسبة 7.7% كانت تتألف من شخص يعيش بمفرده يبلغ من العمر 65 عاماً أو أكثر. وبلغ متوسط حجم الأسرة المعيشية 3.00، أما متوسط حجم العائلات فبلغ 3.48.
بلغ العمر الوسطي للسكان 31.0 عاماً. وكانت نسبة 32.1% من القاطنين تحت سن الثامنة عشر، وكانت نسبة 9.4% بين الثامنة عشر والرابعة والعشرين عاماً، ونسبة 25.6% كانت واقعةً في الفئة العمرية ما بين الخامسة والعشرين والرابعة والأربعين عاماً، ونسبة 22.6% كانت ما بين الخامسة والأربعين والرابعة والستين، ونسبة 10.3% كانت ضمن فئة الخامسة والستين عاماً فما فوق. وتوزع التركيب الجنسي للسكان بنسبة 48.6% ذكور و51.4% إناث.

## المناخ
يظهر الجدول التالي التغييرات المناخية على مدار السنة لكوليدج:
| البيانات المناخية لـكوليدج        | البيانات المناخية لـكوليدج | البيانات المناخية لـكوليدج | البيانات المناخية لـكوليدج | البيانات المناخية لـكوليدج | البيانات المناخية لـكوليدج | البيانات المناخية لـكوليدج | البيانات المناخية لـكوليدج | البيانات المناخية لـكوليدج | البيانات المناخية لـكوليدج | البيانات المناخية لـكوليدج | البيانات المناخية لـكوليدج | البيانات المناخية لـكوليدج | البيانات المناخية لـكوليدج |
| الشهر                             | يناير                      | فبراير                     | مارس                       | أبريل                      | مايو                       | يونيو                      | يوليو                      | أغسطس                      | سبتمبر                     | أكتوبر                     | نوفمبر                     | ديسمبر                     | المعدل السنوي              |
| --------------------------------- | -------------------------- | -------------------------- | -------------------------- | -------------------------- | -------------------------- | -------------------------- | -------------------------- | -------------------------- | -------------------------- | -------------------------- | -------------------------- | -------------------------- | -------------------------- |
| الدرجة القصوى °ف (°م)             | 89 (32)                    | 93 (34)                    | 100 (38)                   | 106 (41)                   | 116 (47)                   | 123 (51)                   | 123 (51)                   | 120 (49)                   | 115 (46)                   | 111 (44)                   | 97 (36)                    | 89 (32)                    | 123 (51)                   |
| متوسط درجة الحرارة الكبرى °ف (°م) | 67 (19)                    | 71 (22)                    | 77 (25)                    | 86 (30)                    | 96 (36)                    | 105 (41)                   | 106 (41)                   | 104 (40)                   | 100 (38)                   | 90 (32)                    | 76 (24)                    | 66 (19)                    | 87 (31)                    |
| متوسط درجة الحرارة الصغرى °ف (°م) | 36 (2)                     | 39 (4)                     | 44 (7)                     | 50 (10)                    | 59 (15)                    | 67 (19)                    | 76 (24)                    | 74 (23)                    | 68 (20)                    | 56 (13)                    | 42 (6)                     | 36 (2)                     | 54 (12)                    |
| أدنى درجة حرارة °ف (°م)           | 8 (−13)                    | 11 (−12)                   | 21 (−6)                    | 25 (−4)                    | 32 (0)                     | 44 (7)                     | 51 (11)                    | 49 (9)                     | 37 (3)                     | 25 (−4)                    | 17 (−8)                    | 14 (−10)                   | 8 (−13)                    |
| الهطول إنش (مم)                   | 0.98 (25)                  | 1.08 (27)                  | 1.07 (27)                  | 0.35 (8.9)                 | 0.23 (5.8)                 | 0.05 (1.3)                 | 1.10 (28)                  | 1.28 (33)                  | 0.75 (19)                  | 0.63 (16)                  | 0.61 (15)                  | 1.09 (28)                  | 9.22 (234)                 |
| متوسط تساقط الثلوج إنش (سم)       | 0.2 (0.51)                 | trace                      | 0 (0)                      | 0 (0)                      | 0 (0)                      | 0 (0)                      | 0 (0)                      | 0 (0)                      | 0 (0)                      | 0 (0)                      | trace                      | 0.5 (1.3)                  | 0.7 (1.8)                  |
| المصدر:                           |                            |                            |                            |                            |                            |                            |                            |                            |                            |                            |                            |                            |                            |

## أعلام
- واين كرو

## وصلات خارجية
- http://www.coolidgeaz.com/